# 三証
三証（さんしょう）とは、仏教における3つの証明のこと。理・文・現（り・もん・げん）の3つをいう。この３つが揃ってはじめてその真理が完全なものであると証明されるとする。
この用語は仏教一般で使われることもあるが、主に日蓮系各宗派で使用される。その場合は、単にその3つの正しさを証明するというより、あらゆる宗教の高低浅深や優劣を定める判断基準の一つとされる。
- 文証（もんしょう）

仏教一般 - その教説が真理であることを経文や論文の上から証明すること。
日蓮系 - どんな経典や論釈によっているかを検討し、その宗教を判定する。仏説の経典でないものは外道と判断され、また一見してもっともらしくても口伝では信用できないとする。日蓮は聖愚問答抄で「釈の意は経文に明ならんを用いよ、文証無からなんをば捨てよとなり、伝教大師の云わく『仏説に依憑（えびょう）して口伝を信ずること莫（なか）れ』」などと述べている。
- 理証（りしょう）

仏教一般 - その教説が真理であることを道理性をもって証明すること。
日蓮系 - たとえ文証があっても、その理論に筋が通っていなければ万人を納得させるものではない。日蓮は四条金吾殿御返事に「仏法と申すは道理なり。道理と申すは主に勝つものなり」などと述べている。
- 現証（げんしょう, sandiṭṭhikaṃ）

仏教一般 - その教説が真理であることを現実の上から証明されること。
日蓮系 - たとえ文証、理証があってもそれが現実に証明されなければ意味がないとする。科学などでも思慮によって理論立てたことを実験によって証明するように、宗教もその教説を信じて行ずれば、現実の生活上に現れるとする。日蓮は教行証御書で「一切は現証に如（し）かず」などと述べている。また日蓮は三三蔵祈雨事で「日蓮仏法をこころみるに道理と証文とには過ぎず、また道理証文よりも現証には過ぎず」と述べていることから、この三証の中では現証を最も重要視している。

## 仏典の記載
パーリ仏典増支部婆羅門品では、「涅槃の現証」について問われた釈迦は、「三毒の滅尽がなされたならば、心苦（dukkhaṃ domanassaṃ）の感受から解放されることを現証する」と答えている。